# 1 E-16 s
1 E-16 s는 다음을 의미한다.
- 10-16 s 미만
- 10-16 초 = 100 아토초(as)
- 150 as -- 수소원자에서 전자가 원자핵 주위를 한 바퀴 도는 데 걸리는 시간
- 10-15 s 이상